# 阿斯科特領巾

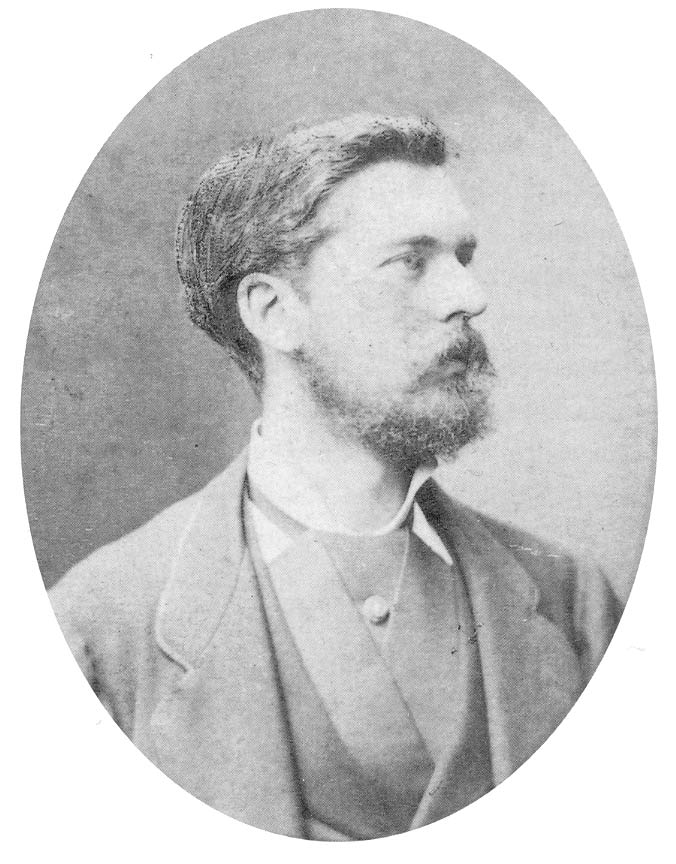
約翰·辛格·薩金特佩戴阿斯科特領巾。

阿斯科特領巾，或阿斯科特式領帶（英語：Ascot tie），是一種寬領帶，通常由淺灰色的絲綢製成。這款正式的領帶通常帶著花紋圖案，系好之後以領帶大頭針或領帶夾固定住。它常常作為晨禮服的一部分，在婚禮等正式場合中佩戴，並搭配晨禮服外套和有條紋的灰色長褲。這款領巾和領帶的相似之處在於它是由稠密的絲綢編織而成，傳統的顏色是灰色或者黑色。
阿斯科特領巾因雅士谷賽馬場的皇家雅士谷賽事（英語：Royal Ascot）而得名，雖然到了愛德華時代，人們在雅士谷賽事上穿著晨禮服時不再佩戴阿斯科特領巾。但在19世紀末和20世紀初，佩戴阿斯科特領巾依然常常出現在商務活動中。

## 阿斯科特領巾的流行

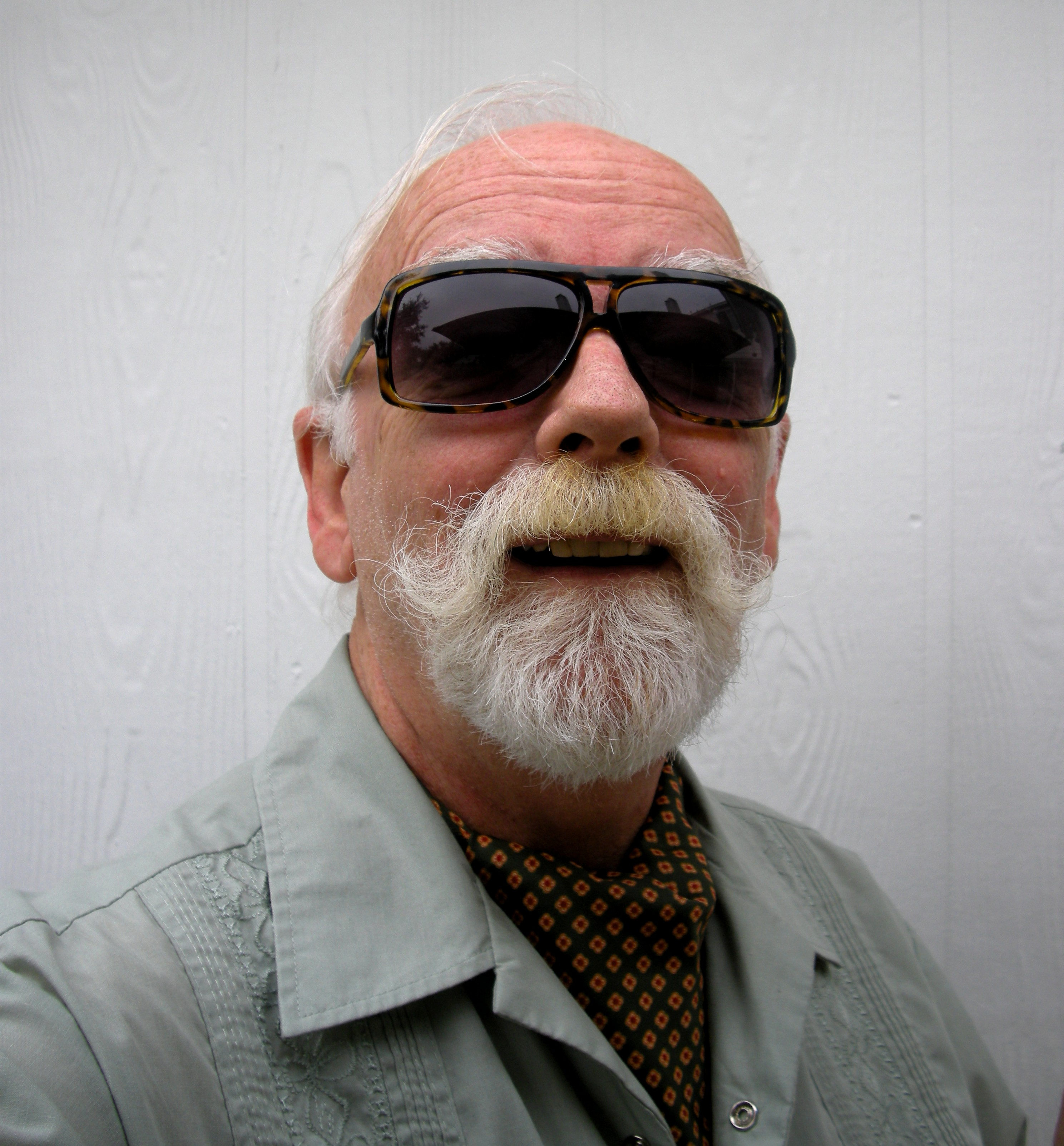
當代的阿斯科特領巾。

阿斯科特領巾在20世紀早期作為休閒裝的一部分，通常是在穿著運動裝，比如打高爾夫球的時候佩戴，被認為是休閒裝中高雅的一種形式。

### 軍裝
美國候補軍官學校的學生在穿制服時佩戴阿斯科特領巾。下級候補軍官佩戴黑色領巾，上級候補軍官則佩戴白色領巾。美國空軍空降搜救組訓練隊員在完成加時訓練後獲贈一條藍色阿斯科特領巾。

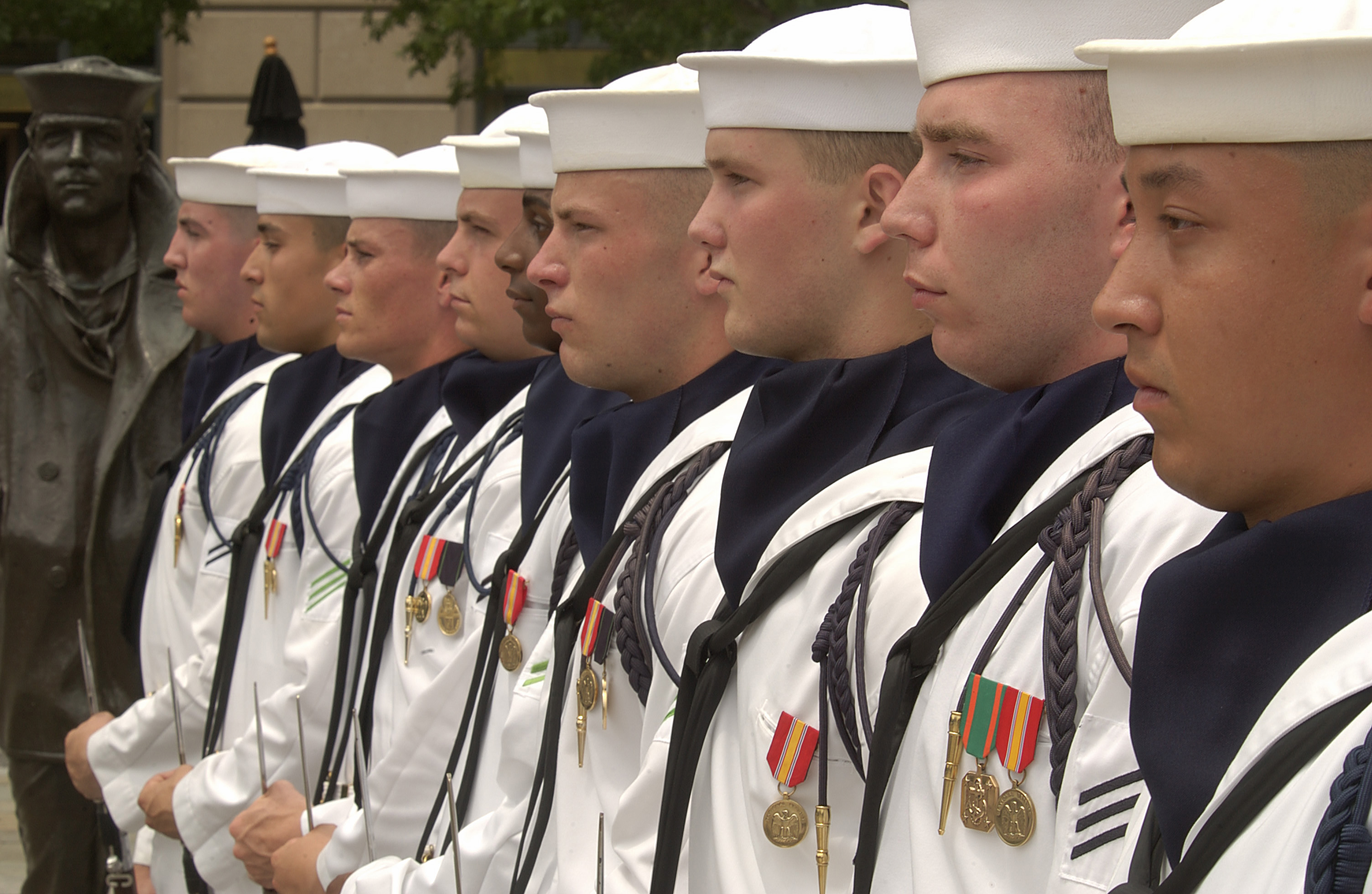
美國海軍儀仗隊士兵佩戴藍色阿斯科特領巾。

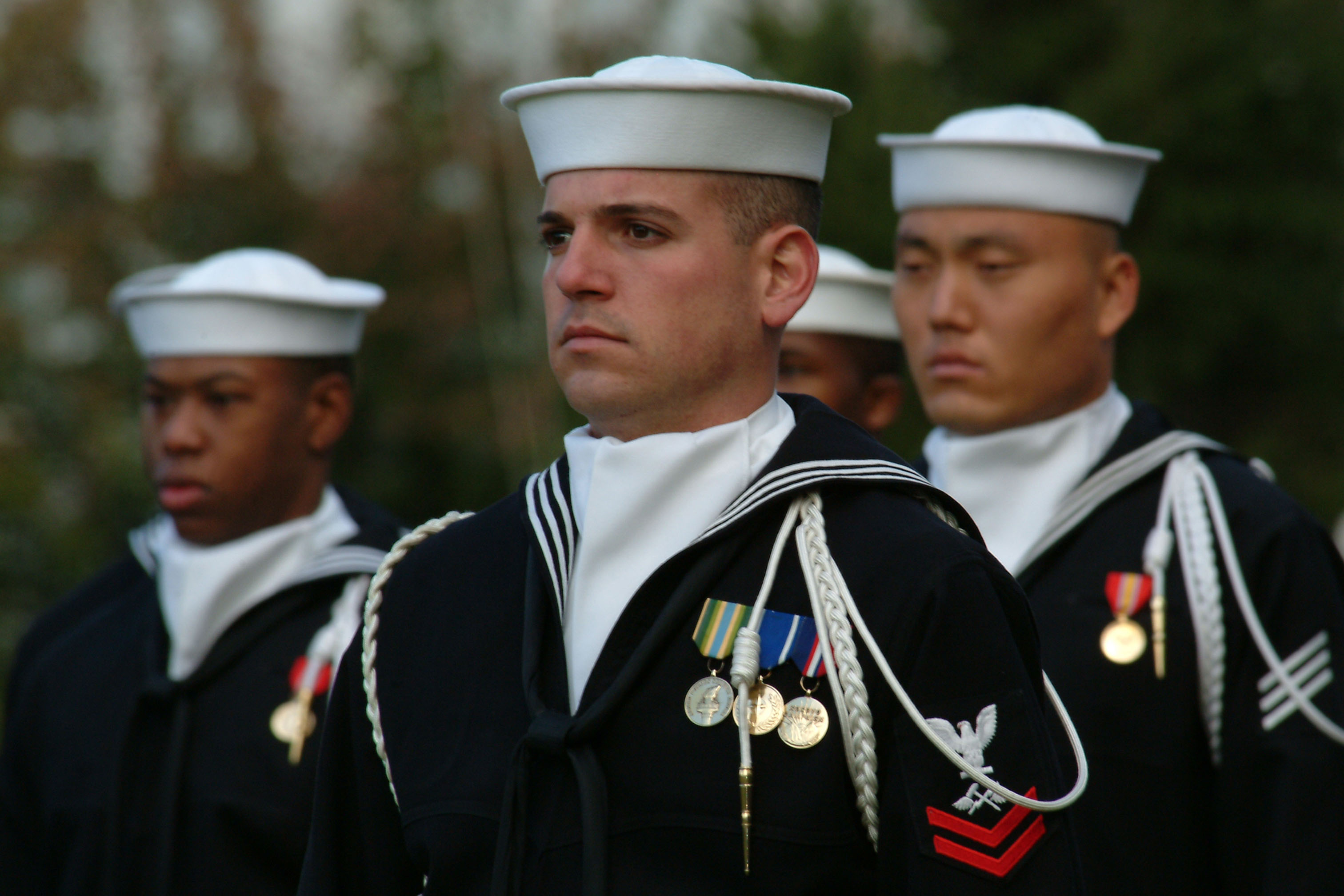
美國海軍儀仗隊士兵佩戴白色阿斯科特領巾。

美國海軍儀仗隊士兵在慶典儀式上也佩戴阿斯科特領巾。

## 延伸閱讀
- Villarosa, Riccardo: The Elegant Man - How to Construct the Ideal Wardrobe. Random House, 1992. ISBN 0-679-42101-7

## 外部連結
- 如何系阿斯科特領巾 （英文）